# Falcons de Fresno
Les Falcons de Fresno sont une franchise professionnelle de hockey sur glace en Amérique du Nord qui a évolué dans la West Coast Hockey League puis dans l'ECHL. L'équipe était basée à Fresno en Californie.

## Historique
La franchise est créée en 1995 et joue dans la WCHL jusqu'en 2003 où elle rejoint l'ECHL. De 2004 à 2008, elle est affiliée à différentes équipes pour lesquelles elle est le club-école : les Barons de Cleveland de 2004 à 2006, les Sharks de Worcester de 2006 à 2008 et les IceHogs de Rockford en 2008 pour la Ligue américaine de hockey ; les Sharks de San José de 2004 à 2008 puis les Blackhawks de Chicago en 2008-2009 pour la Ligue nationale de hockey. Le 22 décembre 2008, l'équipe cesse ses activités en cours de saison pour raisons financières.

## Statistiques

### En WCHL
| No | Saison    | PJ | V  | D  | DTB | BP  | BC  | Pts | Classement               | Séries éliminatoires | Entraîneur   |
| -- | --------- | -- | -- | -- | --- | --- | --- | --- | ------------------------ | -------------------- | ------------ |
| 1  | 1995-1996 | 58 | 30 | 21 | 7   | 270 | 232 | 67  | 2e place, WCHL           | Finalistes           | John Olver   |
| 2  | 1996-1997 | 64 | 38 | 20 | 6   | 313 | 254 | 82  | 3e place, WCHL           | Défaite au 1er tour  | Guy Gadowsky |
| 3  | 1997-1998 | 64 | 33 | 29 | 2   | 273 | 262 | 68  | 3e place, division WCHLS | Défaite au 1er tour  | Guy Gadowsky |
| 4  | 1998-1999 | 70 | 35 | 31 | 4   | 257 | 296 | 74  | 2e place, division WCHLS | Défaite au 2e tour   | Guy Gadowsky |
| 5  | 1999-2000 | 72 | 27 | 38 | 7   | 262 | 307 | 61  | 4e place, division Sud   | Défaite au 1er tour  | Blaine Moore |
| 6  | 2000-2001 | 72 | 44 | 22 | 6   | 259 | 221 | 94  | 2e place, division WCHLS | Défaite au 1er tour  | Blaine Moore |
| 7  | 2001-2002 | 72 | 33 | 31 | 8   | 242 | 267 | 74  | 3e place, division Sud   | Vainqueurs           | Blaine Moore |
| 8  | 2002-2003 | 72 | 35 | 28 | 9   | 243 | 235 | 79  | 4e place, WCHL           | Finalistes           | Blaine Moore |

### En ECHL
| No | Saison    | PJ | V  | D  | DP | DTB | BP  | BC  | Pts | Classement                   | Séries éliminatoires            | Entraîneur                 |
| -- | --------- | -- | -- | -- | -- | --- | --- | --- | --- | ---------------------------- | ------------------------------- | -------------------------- |
| 9  | 2003-2004 | 72 | 23 | 43 | 0  | 6   | 187 | 275 | 52  | 6e place, division Sud       | Non qualifiés                   | Blaine Moore Greg Spenrath |
| 10 | 2004-2005 | 72 | 39 | 25 | 3  | 5   | 204 | 217 | 86  | 5e place, division Ouest     | Non qualifiés                   | Greg Spenrath              |
| 11 | 2005-2006 | 72 | 43 | 15 | 5  | 9   | 230 | 205 | 100 | 1e place, division Pacifique | Défaite en finale d'association | Matt Thomas                |
| 12 | 2006-2007 | 72 | 34 | 29 | 5  | 4   | 195 | 197 | 77  | 4e place, division Pacifique | Défaite au deuxième tour        | Matt Thomas                |
| 13 | 2007-2008 | 72 | 42 | 22 | 4  | 4   | 242 | 216 | 92  | 2e place, division Pacifique | Défaite au deuxième tour        | Matt Thomas                |
| 14 | 2008-2009 | 30 | 18 | 10 | 1  | 1   | 82  | 82  | 92  | 6e place, division Ouest     | Ne termine pas la saison        | Matt Thomas                |

## Logos

Logo de 1995 à 1997
Logo de 1997 à 1998
Logo de 1998 à 2000
Logo de 2000 à 2003
Logo de 2003 à 2008